# Барладим Андрій Андрійович
Андрій Андрійович Барладим (нар. 28 листопада 1991, Херсон, Україна) — український футболіст, нападник чеського клубу «Вікторіа» (Маріанські Лазні).

## Життєпис
Народився в Херсоні. Вихованець місцевої ДЮСШ «Кристал», в якій займався з 1998, коли Андрію виповнилося 7 років. Перший тренер — Олександр Черненко.
З 2007 по 2009 рік на аматорському рівні грав за СДЮШОР «Кристал» (Херсон) та «Гілею-Інвест» (Гола Пристань). У 2010 році перейшов до «Кристалу», який виступав у чемпіонаті Херсонської області. Наступного року виступав за херсонський клуб вже в аматорському чемпіонаті України. Також у 2011 році виступав за інший херсонський аматорський колектив, «Схід-Віконда». На професіональному рівні дебютував за «Кристал» 16 липня 2011 року в програному (0:1) виїзному поєдинку 1-го попереднього раунду кубку України проти «Берегвідейка». Барладим вийшов на поле на 46-й хвилині, замінивши Євгена Нікіщенка. У Другій лізі України дебютував 23 липня 2011 року в програному (0:4) виїзному поєдинку групи А проти новокаховської «Енергії». Андрій вийшов на поле в стартовому складі, але вже на 34-й хвилині його замінив Євген Нікіщенко. Дебютними голами у професіональному футболі відзначився 12 серпня 2011 року на 84-й та 90+3-й хвилинах переможного (5:2) поєдинку 4-го туру групи А Другої ліги проти болградського «СКАД-Ялпуга». Барладим вийшов на поле на 71-й хвилині, замінивши Ігора Бездольного. 24 квітня 2015 року на 77-й хвилині вийшов на поле в переможному (2:0) виїзному поєдинку 20-го туру Другої ліги проти донецького «Шахтаря-3»,який став для Андрія 100-м у футболці «Кристалу».
У 2017 році, після реорганізації команди, став одним з небагатьох гравців, які залишилися в оновленому «Кристалі». Разом з команою повернувся до професіонального футболу. На початку липня 2018 року підписав контракт з клубом. На професіональному рівні, після дворічної паузи, дебютував 18 липня 2018 року в переможному (1:0) виїзному поєдинку першого кваліфікаційного раунду кубку України проти новокахоської «Енергії». Барладим вийшов на поле в стартовому складі та відіграв увес матч, а на 62-й хвилині відзначився переможним голом. У Другій лізі вперше після паузи зіграв 22 липня 2018 року в переможному (1:0) домашньому поєдинку 1-го туру групи Б проти «Миколаєва-2». Андрій вийшов на поле в стартовому складі та відіграв увесь матч. Дебютним голом за херсонську команду відзначився 17 серпня 2018 року на 44-й хвилині переможного (2:1) поєдинку 5-го туру групи Б Другої ліги проти одеського «Реал Фарма». Барладим вийшов на поле в стартовому складі, а на 90-й хвилині його замінив Владислав Ігнатьєв. На початку 2019 року продовжив контракт з клубом.

## Досягнення
Друга ліга України:
- Срібний призер (група «Б»): 2019/20

Чемпіонат Херсонської області:
- Переможець: 2010
- Бронзовий призер: 2017

Кубок Херсонської області:
- Володар: 2011

Відкритий кубок Асоціації футболу АР Крим та м. Севастополя:
- Переможець (3): 2019, 2020, 2021
- Срібний призер: 2018
- Найкращий гравець турніру: 2020
- Найкращий нападник турніру: 2019